# 중소 분쟁

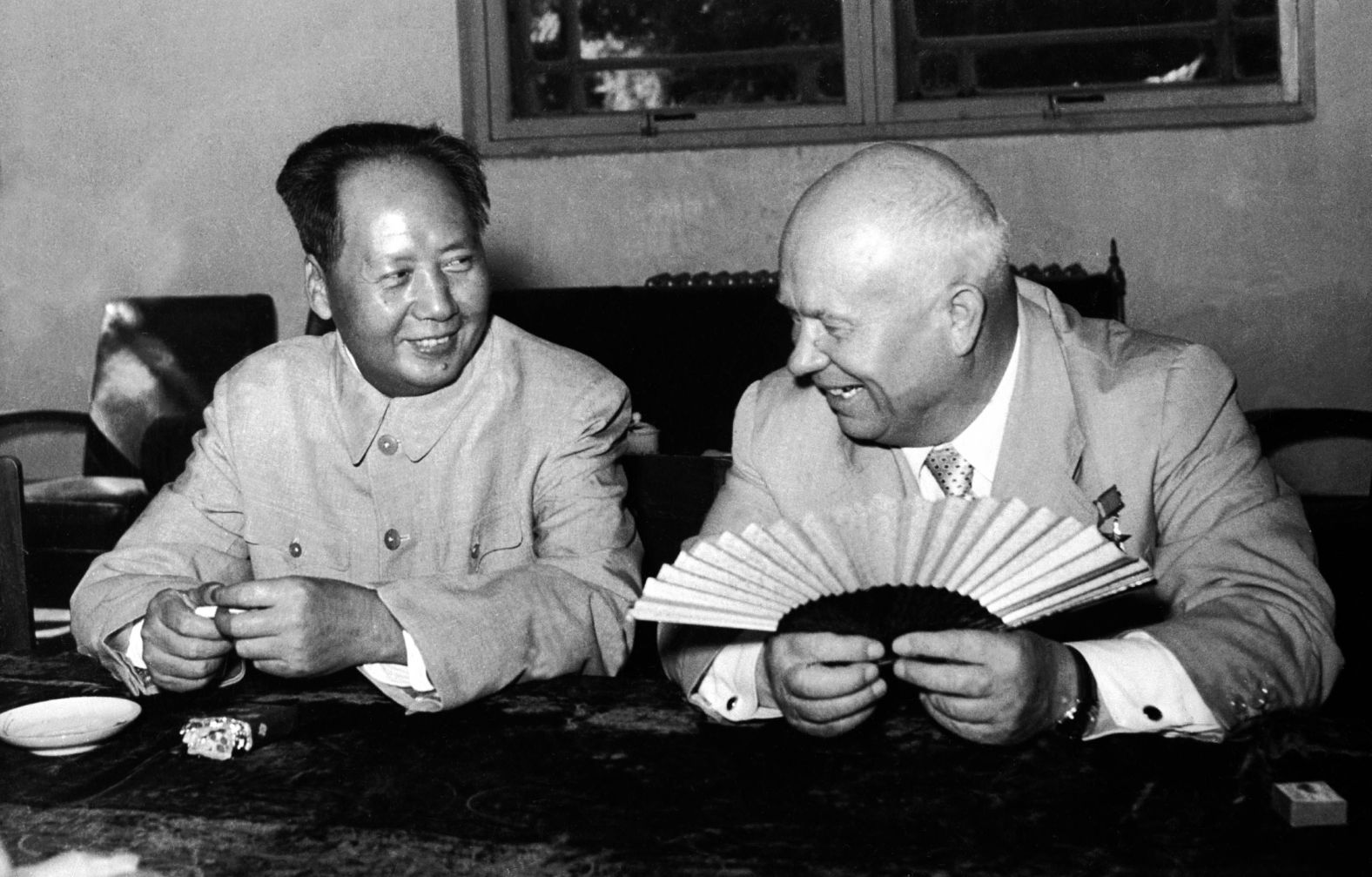
1958년 마오쩌둥과 흐루쇼프.

중소 분쟁(中蘇 紛爭) 또는 중소 대립(中蘇 對立)은 1956년 소련 공산당 제20차 대회 이후 소련 공산당과 중국공산당 사이에 공산주의 이념의 원칙적인 여러 문제에 관해 벌인 분쟁을 말한다.

## 발단 및 경과
논쟁의 발단은 아이훈 조약(1858년)과 베이징 조약(1860년)으로 청이 러시아에 넘겨준 사건이 시작이었다. 1958년부터 시작되는 중국의 제2차 5개년 계획에 적극 후원하겠다던 소련이 전혀 실천에 옮기지 않은 점, 중화인민공화국이 타이완 해협 위기 상황을 조성했을 때 소련은 표면적으로 중국 공산당 지지를 표했으나 실질적으로는 전혀 관여하지 않았다는 점, 중화인민공화국과 인도 사이에 국경분쟁이 일어났을 때 소련이 중립적 입장을 취한 점 등에 대해 중국 공산당이 오랫동안 축적된 불만을 표면화함으로써 발생하였다.
1960년 2월 모스크바에서 열린 바르샤바 조약기구 회의에서는 1956년에 채택된 흐루쇼프의 평화공존론을 재확인하는 공동선언서를 채택하였다. 이 회의에 배석원 자격으로 참석한 중화인민공화국의 대표 캉성(康生)은 이때까지 쌓였던 소련에 대한 불만을 소련의 평화공존론을 비판함으로써 시작되었다.
캉성은 "미국이 여전히 제국주의적 침략성을 버리지 않고 있으며 타이완 해방은 미국의 방해 공작으로 완수되지 않았다. 흐루쇼프의 낙관적인 평화공존론으로 대미 유화 정책이 대두되고 있다."고 비판하였다. 이후 중화인민공화국은 지속되는 탈스탈린 정책과 수정주의에 대해 거센 비판을 가하였고, 레닌주의의 정당성을 신봉해야한다고 진단했다.
이에 대하여 소련의 쿠시넨(Kwusinen)은 마르크스-레닌주의 이론은 한낱 낡은 교조(敎條)로 화석화(化石化)할 것이 아니라 항상 변천하는 새로운 역사 상황에 보조를 맞추어 끊임없이 창조적으로 발전해 나가야 하며, 흐루쇼프야말로 현역사상황에 가장 알맞게 마르크스·레닌주의 이론을 창조적으로 발전시킨 위대한 공로자이며 그의 평화공존론은 현 국제정세에 가장 합당하도록 레닌주의 외교정책을 창조적으로 발전시킨 신노선이라고 중화인민공화국의 주장에 대해 반박하였다.
이렇게 평화공존론에서 시작된 논쟁은 개인 숭배 사상 배격론, 알바니아 문제, 유고슬라비아 문제, 탈스탈린 정책 및 소련 공산당의 신강령, 개발도상국 민족해방운동 성격 규정, 핵무기 문제 등을 둘러싼 전면적 논전으로 번져갔다.

## 공산주의 국가의 분열
중소 분쟁 이후 공산권은 크게 친소파와 친중파로 분열하였다. 동유럽의 대부분의 국가는 친소련 노선을 유지하였으나 소련의 탈스탈린 정책과 수정주의를 날카롭게 비판하며 마르크스-레닌주의를 철저히 고수한 알바니아는 마오쩌둥의 반수정주의를 적극적으로 지지함으로써 중화인민공화국과의 친교를 강화하였다. 이 외에 쿠바 공화국, 베트남, 라오스, 아프가니스탄, 에티오피아, 토고, 남예멘, 앙골라, 모잠비크, 콩고 공화국은 소련 지지를 고수하던 친소련파였으며, 소말리아는 1977년까지 소련과 친교를 강화했으나 1979년 이후로는 중화인민공화국 쪽으로 선회하였다.

## 같이 보기
- 니키타 흐루쇼프
- 소련 공산당
- 반수정주의
- 중국공산당
- 마오쩌둥
- 알바니아 노동당
- 엔베르 호자
- 마르크스-레닌주의